# Rivers of America
Rivers of America est le nom donné par Disney à la rivière artificielle située dans les lands de Frontierland des parcs Disney américains (Disneyland et Magic Kingdom) ainsi que de Tokyo Disneyland. Cette rivière prend le nom de Rivers of the Far West au parc Disneyland français. Elle a été remplacée par la Rivers of Adventure à Hong Kong Disneyland en raison de l'absence de section sur l'Ouest américain et de son utilisation comme rivière pour l'attraction Jungle Cruise.
La rivière est une attraction originale de Disneyland au sens où elle fut dès le début le support de plusieurs attractions liées à l'eau. La rivière entoure l'île de Tom Sawyer Island dans les trois parcs, accessible uniquement par radeaux. Sur ces rives prennent place plusieurs bâtiments principalement les embarcadères des attractions fluviales.

## Disneyland

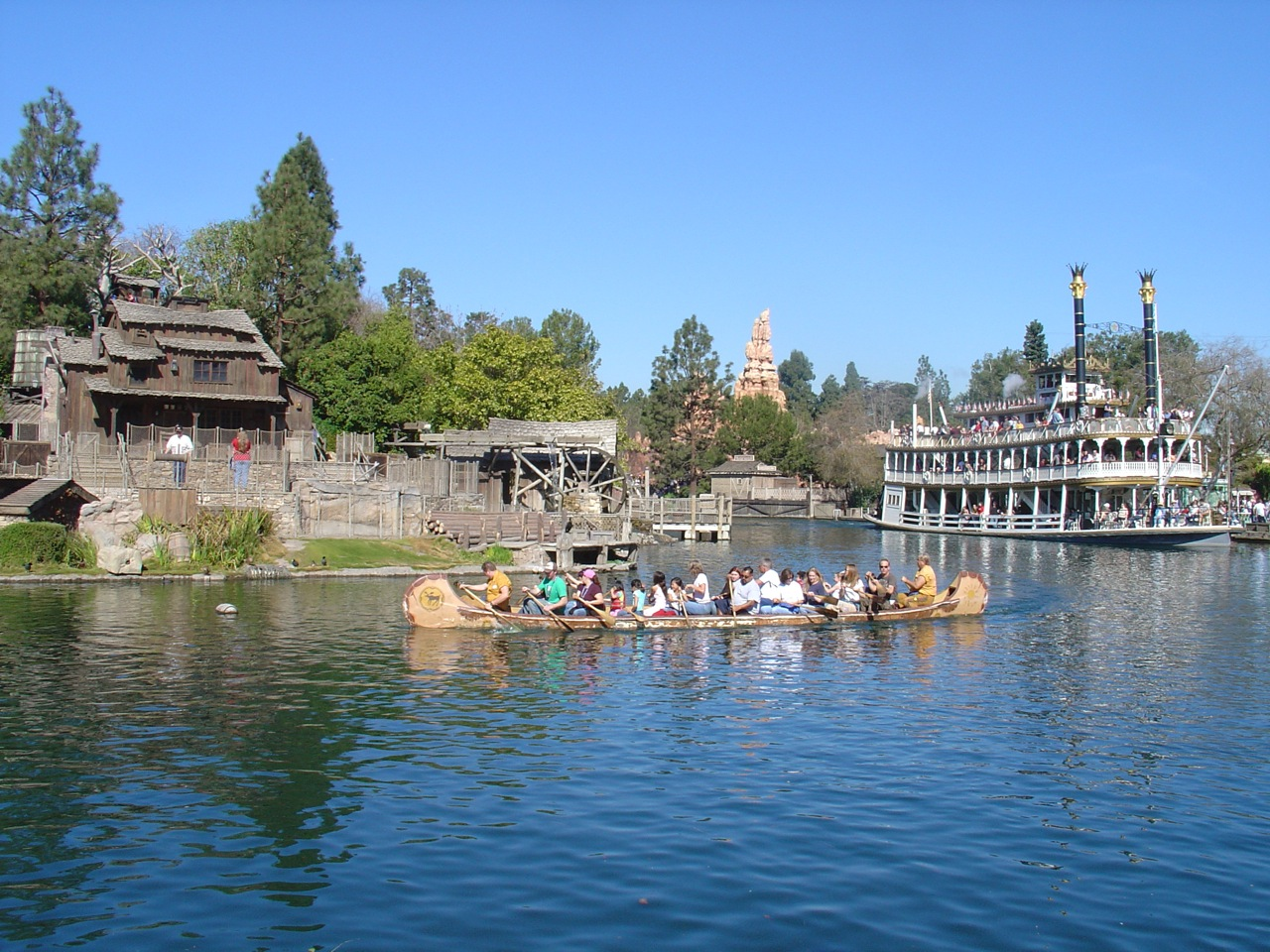
Rivers of America à Disneyland.

La rivière du parc Disneyland californien comporte de nombreux éléments sur son pourtour, dont une tribu d'Indiens, une maison brûlée (en flammes avant les années 1990) et plusieurs animaux audio-animatronics. Il est possible d'admirer la bâtisse à colonnade de Haunted Mansion.
- Mark Twain Riverboat
- Sailing Ship Columbia
- Davy Crockett Explorer Canoes
- Mike Fink Keel Boats (fermé en 1997)
- Fantasmic!

En 2003, la rivière a servi pour l'avant-première mondiale de Pirates des Caraïbes : La Malédiction du Black Pearl. Un tapis rouge avait été déroulé depuis l'entrée du parc, traversait Main Street, USA jusqu'au bord de la rivière. Un écran géant de 27,5 mètres avait été installé sur la scène normalement dévolu à Fantasmic!. Le 24 juin 2006, la première de Pirates des Caraïbes : Le Secret du coffre maudit eut aussi lieu sur le bord de la rivière mais cette fois c'est l'attraction Pirates of the Caribbean rénovée et rouverte deux jours après qui fut le centre d'intérêt.
Le 11 janvier 2016, Disney dévoile une esquisse de la future berge des Rivers of America à la fin des travaux de Star Wars Land. Le 28 juillet 2017, après 18 mois de fermeture pour construire Star Wars: Galaxy's Edge, Rivers of America et l'attraction Disneyland Railroad rouvrent avec un nouveau paysage et un premier virage à gauche pour la voie de chemin de fer circulaire.
La rivière a aussi connu deux décès. Les deux par noyade de visiteurs qui avaient tenté de traverser la rivière sans écouter les conseils des employés tentant de leur porter secours.

## Magic Kingdom

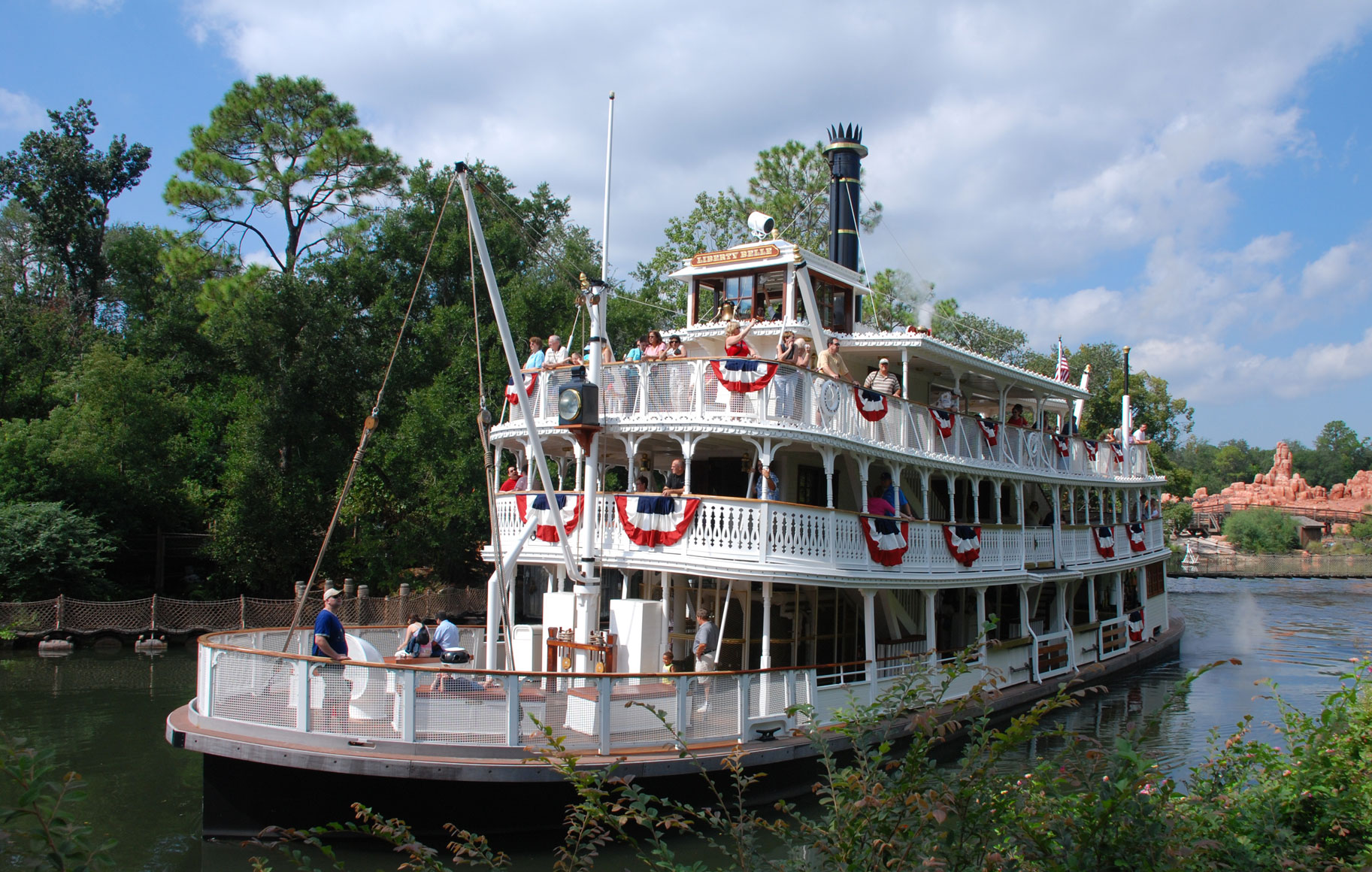
Le Liberty Belle Riverboat.

Au Magic Kingdom, comme à Disneyland, la rivière comporte de nombreux éléments sur son pourtour dont une tribu d'indiens, une maison brûlée et plusieurs animaux audio-animatronics. Il est possible d'admirer la bâtisse néo-gothique de Haunted Mansion. Toutefois ici, les imagineers ont apporté un soin aux détails et ont donné à la rive un rôle de voyage dans le temps et l'espace américain. Le nord-est de la rivière évoque avec la Haunted Mansion, le nord-est des États-Unis, plus précisément la vallée de l'Husdon vers 1700. Plus au sud, la boutique Colombia Harbour House évoqué la ville de Boston vers 1750. Ensuite la place de Liberty Square évoque Philadelphie à l'époque de la révolution d'indépendance (1776). Le saloon du Diamond Horseshoe rappelle Saint-Louis aux alentours de 1800. Sur la berge, l'embarcadère transporte les gens sur une évocation du Mississippi. Le Country Bear Jamboree hébergé dans le Grizzly Hall s'inspire des montagnes rocheuses du Colorado vers 1850. Splash Mountain, ajouté plus tard fait faire un détour géographique vers le sud-est des États-Unis mais correspond à la période des années 1870. À l'extrémité ouest, Big Thunder Mountain met un point final au voyage vers le Far West en transplantant le visiteur dans la Monument Valley entre 1848-1849 pour la ruée vers l'or en Californie ou 1897-1899 pour la ruée vers l'or du Klondike.
- Liberty Belle Riverboat
- Richard R Irvine Riverboat (renommé Liberty Belle)
- Admiral Joe Fowler Riverboat (détruit)
- Mike Fink Keel Boats (fermé en 1997)
- Davy Crockett Explorer Canoes

## Tokyo Disneyland
- Mark Twain Riverboat
- Beaver Brothers Explorer Canoes

## Parc Disneyland (France)

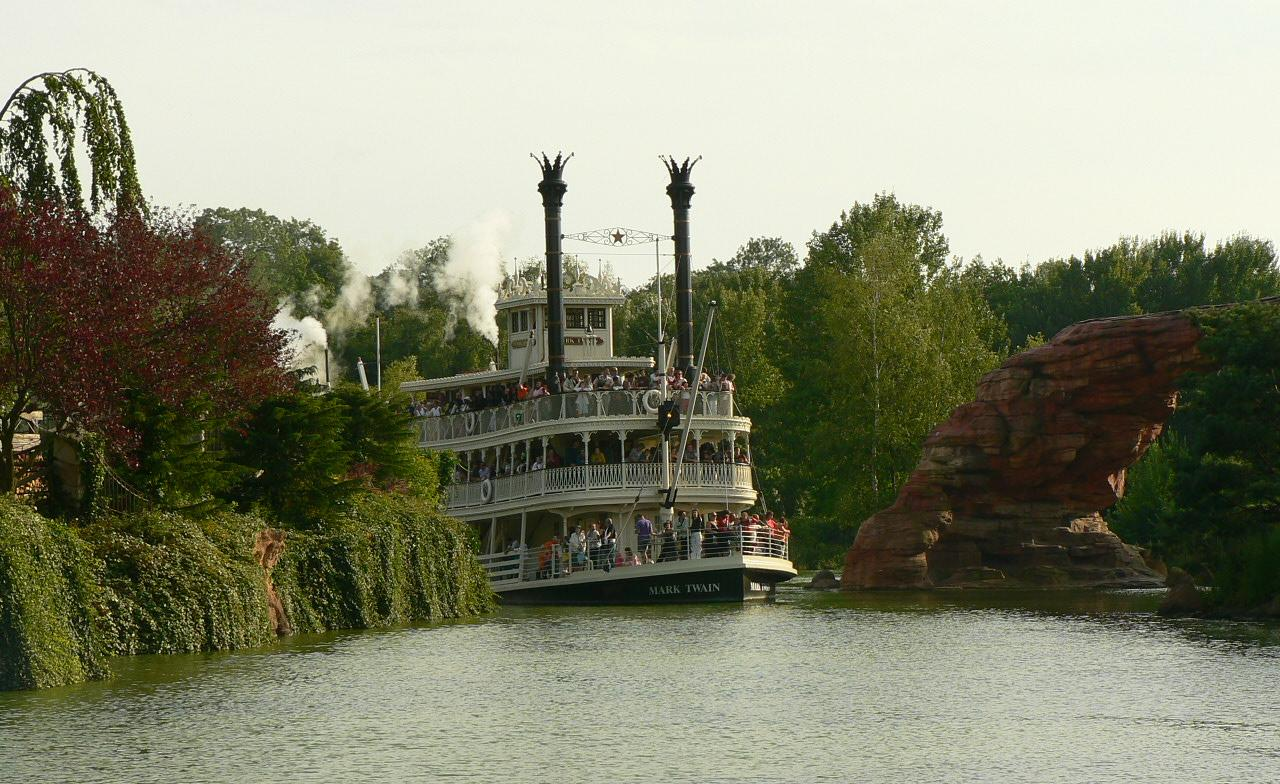
Le Mark Twain.

Au parc Disneyland français, la rivière est nommée Rivers of the Far West. Ces eaux sont inspirées par le Colorado — et sa couleur verte — qui coule au pied du Grand Canyon.
La zone à l'entrée de Frontierland nommée Thunder Mesa propose depuis le Thunder Mesa Riverboat Landing (embarcadère des bateaux fluviaux de Thunder Mesa) des croisières à bord de bateau à aubes, le Molly Brown et anciennement le Mark Twain. Le bateau fait le tour de l'île de Big Thunder Mountain et de Wilderness Island. De plus le parc possède une zone inspirée des geysers du parc national de Yosemite comprenant un squelette de dinosaure et une vue sur Phantom Manor.
À l'ouverture du parc, deux autres types d'embarcations étaient aussi proposées mais ces deux attractions sont supprimées en 1994 en raison des problèmes financiers du parc. River Rogue Keelboats rouvre momentanément en 2007, en tant qu'attraction saisonnière.
- Molly Brown Riverboat

Anciennement en activité :
- Mark Twain Riverboat
- River Rogue Keelboats
- Indians Canoes